# SUPER 8 Classic
Super 8 Classic (tidligere Primus Classic, Grand Prix Raymond Impanis, Grand Prix Impanis-Van Petegem og Primus Classic Impanis-Van-Petegem) er et belgisk endagsløb i landevejscykling som arrangeres hvert år i september. Løbet er blevet arrangeret siden 2011. Løbet er af UCI klassificeret som 1.Pro og er en del af UCI ProSeries. 

## Vindere
| År   | Vinder               | Toer               | Treer               |
| ---- | -------------------- | ------------------ | ------------------- |
| 2011 | Sander Cordeel       | Maarten Craeghs    | Kirill Pozdnjakov   |
| 2012 | André Greipel        | Kevyn Ista         | Kevin Peeters       |
| 2013 | Sep Vanmarcke        | Pieter Weening     | Jérôme Baugnies     |
| 2014 | Greg Van Avermaet    | Tosh Van der Sande | Michał Gołaś        |
| 2015 | Sean De Bie          | Dimitri Claeys     | Floris Gerts        |
| 2016 | Fernando Gaviria     | Timothy Dupont     | Maximiliano Richeze |
| 2017 | Matteo Trentin       | Jempy Drucker      | André Greipel       |
| 2018 | Taco van der Hoorn   | Huub Duyn          | Frederik Frison     |
| 2019 | Edward Theuns        | Pascal Ackermann   | Jasper De Buyst     |
| 2021 | Florian Sénéchal     | Tosh Van der Sande | Jasper Stuyven      |
| 2022 | Jordi Meeus          | Arnaud Démare      | Max Kanter          |
| 2023 | Mathieu van der Poel | Anthony Turgis     | Florian Vermeersch  |
| 2024 | Filippo Baroncini    | Rick Pluimers      | Rui Oliveira        |